# Cavour (Roms tunnelbana)
Cavour är en station på Roms tunnelbanas Linea B. Stationen, som invigdes 1955, är uppkallad efter den italienske statsmannen Camillo di Cavour. Stationen är belägen vid Via Cavour i Rione Monti. Om man åker söderut (Laurentina) går man ner från Via Cavour, men om man ska åka mot nordost (Jonio eller Rebibbia) måste man gå ner för trappan till Piazza della Suburra (det är den ingången som syns på bilden).
Stationen Cavour har:
- Biljettautomater
- WC

## Kollektivtrafik
- Busshållplats ATAC

## Omgivningar
- Kejserliga fora
- Trajanus forum
- Trajanus saluhallar
- Palazzo del Grillo
- Palazzo Koch – Banca d'Italias huvudkontor

### Kyrkobyggnader
- San Pietro in Vincoli
- Madonna dei Monti
- Santa Maria Maggiore
- San Martino ai Monti
- Santa Prassede
- Santa Pudenziana

### Gator och torg
- Via dei Serpenti
- Via del Boschetto
- Via Panisperna
- Piazza della Suburra
- Salita dei Borgia
- Via Urbana